# Costularia pantopoda
Costularia pantopoda là một loài thực vật có hoa trong họ Cói. Loài này được (Baker) C.B.Clarke mô tả khoa học lần đầu tiên vào năm 1894.